# Midlothian
Midlothian (en gaélico escocés: Meadhan Lodainn) es un concejo de Escocia (Reino Unido). Limita con los concejos de Scottish Borders, East Lothian y Edimburgo. La capital administrativa es Dalkeith.
Midlothian fue uno de los antiguos condados en que estaba dividida Escocia hasta 1975. En ese año fue creada la región de Lothian y dividida en distritos, uno de los cuales fue Midlothian que mantenía el antiguo territorio del condado excepto la ciudad de Musselburgh y el área de Inveresk que pasaron a East Lothian, el área de Calder que pasó a West Lothian, y las áreas de Cramond y Currie que pasaron al distrito de Edimburgo. En 1996 fue abolida la división administrativa anterior y Midlothian se convirtió en uno de los nuevos concejos.

## Localidades con población (año 2016)
- Bilston 1,330
- Bonnyrigg 17,530
- Dalkeith 13,400
- Danderhall 2,810
- Gorebridge 7,160
- Loanhead 6,440
- Mayfield 13,570
- Newbattle 600
- Pathhead 960
- Penicuik 16,120
- Rosewell 1,680
- Roslin 1,670[5]